# Lila Tretikov
Lila Tretikov (russisk: Лайла Третиков tr. Lajla Tretikov fødselsnavn Olga (Ljala) Aleksejevna Tretjakova russisk: Ольга (Ляля) Алексеевна Третьякова , født 25. januar 1978 i Moskva i Sovjetunionen) var administrerende direktør for Wikimedia-stiftelsen fra d. 1. juni 2014 til foråret 2016. Tidligere var hun CIO og Vice President of Engineering hos SugarCRM.